# Renee Montgomery
Renee Danielle Montgomery (St. Albans, 2 dicembre 1986) è un'ex cestista statunitense, professionista nella WNBA.

## Carriera
È stata selezionata dalle Minnesota Lynx al primo giro del Draft WNBA 2009 (4ª scelta assoluta).

## Palmarès
- Campionessa NCAA (2009)
- Campionato WNBA: 2

Minnesota Lynx: 2015, 2017
- WNBA Sixth Woman of the Year (2012)
- WNBA All-Rookie First Team (2009)